# Danny Muller
Daniël (Danny) Muller (Amsterdam, 11 augustus 1969) is een  Nederlands oud-profvoetballer. Hij speelde als aanvallende middenvelder. Muller is de zoon van Bennie Muller, oud-speler van AFC Ajax en het Nederlands elftal.
Muller begon in de jeugd van AFC Ajax. In 1988 vertrok hij met trainer Johan Cruijff van Ajax naar FC Barcelona. Muller speelde enkele beker- en vriendschappelijke wedstrijden in het eerste elftal. Wel speelde hij 32 wedstrijden voor Barça Atlètic, waarin hij 7 doelpunten maakte, onder de voetbalnaam Dani. Na twee seizoenen vertrok Muller uit Barcelona en keerde terug bij Ajax. Daarna vervolgde hij zijn carrière bij Standard Luik, Boom FC, AZ, RKC Waalwijk, Antwerp FC en SC Cambuur. In 2000 moest hij zijn carrière beëindigen door een chronische achillespeesblessure.